# Тащенак (река)
Тащена́к (укр. Тащенак) — река в Запорожской области, в юго-западной части Причерноморской низменности, впадает в Молочный лиман Азовского моря. Длина 64 км. Площадь водосборного бассейна 480 км². Уклон 1,2 м/км.
Долина трапециевидная, шириной до 1,5 км. Пойма шириной до 200 м. Русло слабовыраженное, типичная ширина в среднем течении 5 м. Летом в верховье пересыхает. Русло пролегает через Тащенакскую балку. Река используется для орошения.
Берёт начало у села Трудовое Мелитопольского района. Протекает по территории Мелитопольского района Запорожской области.
В приустьевой части расположен заказник «Тащенакский под» — часть (заповедная зона) Приазовского национального природного парка (с 2010 года).

## Населённые пункты
На реке расположены сёла (от истока к устью): Трудовое, Новониколаевка, Удачное, Данило-Ивановка, Тащенак, Мирное, Радивоновка.